# Овчулу
Овчулу́ (азерб. Ovçulu) — село в Агдашском районе Азербайджана.

## Этимология
Название происходит от рода Овчулу.

## История
Первые упоминания села датированы началом XX века.
В 1926 году согласно административно-территориальному делению Азербайджанской ССР село относилось к дайре Ляки Геокчайского уезда.
После реформы административного деления и упразднения уездов в 1929 году был образован Орталякский сельсовет в Агдашском районе Азербайджанской ССР.
Согласно административному делению 1961 и 1977 года село Овчулу входило в Орта-Лякский сельсовет Агдашского района Азербайджанской ССР.
В 1999 году в Азербайджане была проведена административная реформа и был учрежден Ашагы-Лякский муниципалитет Агдашского района, куда и вошло село.

## География
Неподалёку от села протекает река Кура.
Село находится в 26 км от райцентра Агдаш и в 260 км от Баку. Ближайшая ж/д станция — Ляки.
Высота села над уровнем моря — 9 м.

## Население
| Численность населения |
| 1979                  |
| --------------------- |
| 310                   |

Население преимущественно занимается выращиванием риса.

## Климат
| Показатель                                             | Янв. | Фев. | Март | Апр. | Май  | Июнь | Июль | Авг. | Сен. | Окт. | Нояб. | Дек. | Год  |
| ------------------------------------------------------ | ---- | ---- | ---- | ---- | ---- | ---- | ---- | ---- | ---- | ---- | ----- | ---- | ---- |
| Средний суточный максимум, °C                          | 7,0  | 8,3  | 12,4 | 20,4 | 25,4 | 29,9 | 33,4 | 32,2 | 27,9 | 21,3 | 14,3  | 9,2  | 20,1 |
| Средняя температура, °C                                | 3,0  | 4,2  | 7,9  | 14,6 | 19,5 | 24,0 | 27,1 | 26,0 | 22,1 | 16,2 | 10,1  | 5,2  | 15,0 |
| Средний суточный минимум, °C                           | −0,9 | 0,2  | 3,5  | 8,9  | 13,7 | 18,1 | 20,9 | 19,9 | 16,4 | 11,1 | 6,0   | 1,2  | 9,9  |
| Норма осадков, мм                                      | 22   | 27   | 31   | 40   | 54   | 41   | 21   | 23   | 24   | 51   | 31    | 26   | 391  |
| Источник: https://ru.climate-data.org/location/954976/ |      |      |      |      |      |      |      |      |      |      |       |      |      |

Среднегодовая температура воздуха в селе составляет +15 °C. В селе семиаридный климат.

## Инфраструктура
В селе в 2012 году было построено новое здание школы.